# 咲野俊介
咲野俊介（日语：／ Sakuya Shunsuke，1965年5月20日—）是日本宮崎縣出身的演员及聲優，所屬劇團青年座。

## 人物
- 經過廣島市立舟入高等学校、桐朋学園藝術短期大学演劇専攻而進入青年座研究所。（13期畢業）
- 過去曾經以咲俊介的名義活動。
- 吹替作品當中，以賓·艾佛力、麥克·華堡、派翠克·威爾森的配音比較多。

## 演出作品

### 舞台劇
- ゴジラvsビオランテ
- 就職戦線異状なし
- 釣りバカ日誌
- みんな〜やってるか!（男子銀行員）

## 配音作品

### 電視動畫
1996年
- VR戰士（監視人）

1997年
- 名偵探柯南（木念）

2001年
- 索斯機械獸III（ストラ・スフィグマ）

2002年
- ヒートガイジェイ（ジィン・グレン）
- 魯邦三世 EPISODE:0 ファーストコンタクト（シェイド）

2003年
- 鐵臂阿童木（バード）
- 坦克王（萬人迷）

2004年
- 阿嘉莎·克莉絲蒂的名偵探白羅與瑪波（フルニエ警部）
- 混沌武士（林、樂月、風車売り）
- 索斯機械獸IV（キッド）
- 火影忍者（左近／右近）
- 波波羅王國（モンバの父）
- 棒球大聯盟（茂野英毅）
- 妄想代理人
- 洛克人EXE AXESS（ウインドマン）

2005年
- 銀牙傳說WEED（ブルー）
- 聖魔之血（マインツ伯・アルフレート）

2006年
- 太陽默示錄（黑藤）
- 到另一個你的身邊去（篠原真琴）
- BLEACH（宇田川稜）
- 魯邦三世 セブンデイズ・ラプソディ（ファイヤー）

2007年
- 偶像宣言（古市監督）
- 結界師（茶南）
- 神靈狩/GHOST HOUND（井澤常治、富岡眞）
- DARKER THAN BLACK -黑之契約者-（カーク・リンゼイ）
- 藍龍（中隊長）

2008年
- 隱王（清水想鳴）

2009年
- VIPER'S CREED（サリチェ）
- 火影忍者疾風傳（左近）

2011年
- 寶石寵物 Sunshine（ムナータ・ネッケツイッター）
- 刀鋒戰士（スタン）
- 47都道府犬（宮崎犬）

2013年
- ONE PIECE（スコッチ、夏洛特·代佛克、魔人）

2014年
- 東京殘響（柴崎健次郎）
- 團地友夫（鮫島監督）
- 乒乓 THE ANIMATION（Dragon／風間龍一）

2015年
- 金田一少年之事件簿R 第2期（貴島洋平）
- 全部成為F THE PERFECT INSIDER（新藤清二）
- 無頭騎士異聞錄 DuRaRaRa!!×2 承（澱切陣内）
- 無頭騎士異聞錄 DuRaRaRa!!×2 轉（澱切陣内、池袋之声）
- 東京喰種√A（和修吉時）
- 流浪神差 ARAGOTO（大国主）
- 魔術快斗1412（ダン光石）
- 遊戲王 ARC-V（徳松長次郎）
- 魯邦三世 2015（ニクス）

2016年
- 牙狼 -紅蓮之月-（安武始祖）
- 聖戰刻耳柏洛斯 龍刻的災禍（ナンブーコ）
- 91Days（コルヴォ）
- 排球少年 第二季（中島正義）
- PERSONA5 THE ANIMATION -THE DAY BREAKERS‐（橋口）
- 魯邦三世 イタリアン・ゲーム（ニクス）

2017年
- 梵諦岡奇蹟調查官（紅面紗）
- 悠久持有者：魔法老師！ 第2部（宍户甚兵卫）

2018年
- 紫羅蘭永恆花園（伊萊亞斯·旺達爾）
- 棒球大聯盟2nd（茂野英毅[1]）
- 雷頓的神秘偵探社～卡翠的解謎事件簿～（奧利弗）
- 東京喰種:re（和修吉時）
- DOUBLE DECKER！道格＆基里爾（哈里）
- 名侦探柯南（本巢利范）
- 錢進球場（九屈秋彥）

2019年
- 騷亂時節的少女們。（三枝久、大叔）
- 真·中華一番！（假面料理人／李嚴）
- 入間同學入魔了（薩伯諾克父親）
- 碧藍幻想 The Animation Season 2（聲／醫者）

2020年
- pet（桂木）
- 大欺詐師（尾崎誠司）
- 戀與製作人〜EVOL×LOVE〜（榊）
- 刀劍神域 Alicization War of Underworld -THE LAST SEASON-（桐谷峰嵩）
- 王之逆襲：意志的繼承者（艾爾·莫里漢[2]）
- 神奇柑仔店 錢天堂（三河刑事／三河謙吾）

2021年
- 名偵探柯南（竹原玄一）
- 擾亂 THE PRINCESS OF SNOW AND BLOOD（蛇埜目）
- 後空翻少年！！（文彌）
- 大正處女御伽話（志磨珠義）
- 魯邦三世 PART6（調酒師）
- 進化果實～不知不覺踏上勝利的人生～（藍傑國王）

2022年
- 秘密內幕～女警的反擊～（米田）
- 王者天下第四季（龍羽、李園）
- 名偵探柯南（風間丈治）

2023年
- 尼爾：自動人形Ver1.1a（道具店）
- 真·進化果實～不知不覺踏上勝利的人生～（藍傑國王）
- 小鳥之翼（伊達明弘）
- 天國大魔境（十一）
- Fate/strange Fake -Whisper of Dawn-（朗格爾[3]）
- 咒術迴戰 懷玉·玉折 / 澀谷事變（園田茂）
- 葬送的芙莉蓮（古拉那特伯爵）

2024年
- 明治擊劍－1874－（大久保利通[4]）
- 我獨自升級（諸菱明成）
- 烏鴉不擇主（融）
- Re:Monster（里長）
- 最狂輔助職業【話術士】世界最強戰團聽我號令（布蘭頓[5]）
- Fate/strange Fake（年末特別篇）（朗格爾[6]）

2025年
- Fate/strange Fake（朗格爾[7]）

### 動畫電影
2015年
- 名侦探柯南 业火的向日葵（查理）

2019年
- 电影 Star☆Twinkle 光之美少女 满怀思念的星之歌（巴恩）

### 遊戲
2001年
- 最终幻想X（磷）

2003年
- 最终幻想X-2（磷）

2005年
- 人中之龍（柏木修）

2006年
- 人中之龍2（柏木修）

2009年
- 人中之龍3（柏木修）

2014年
- 人中之龍 維新！（井上源三郎/ 芹澤鴨）

2015年
- 人中之龍0 誓言的場所（柏木修）
- 炉石传说（巫妖王<日语版>）

2016年
- 人中之龍 極（柏木修）

2017年
- 人中之龍 極2（柏木修）

2018年
- 人中北斗（托席）

2019年
- 恶魔猎人5（尤里曾）
- 鬥陣特攻（巴帝斯特）

2020年
- 人中之龍7（柏木修）

2022年
- 鬼线：东京（般若）

### 吹替
電視/電影
| 年份 | 作品                | 角色                     | 演員          | 媒介                            |
| ---- | ------------------- | ------------------------ | ------------- | ------------------------------- |
| 2009 | 保衛奇俠            | 夜梟/丹·崔博格           | 派翠克·威爾森 | 影碟版本                        |
| 2011 | 兒凶                | Josh Lambert             | 派翠克·威爾森 | 影碟版本                        |
| 2011 | 晨早兜巴星          | Adam Bennett             | 派翠克·威爾森 | DVD版本                         |
| 2012 | 普羅米修斯          | SHAW父親                 | 派翠克·威爾森 | 公映/影碟版本                   |
| 2012 | 青少年              | 巴迪                     | 派翠克·威爾森 | DVD版本                         |
| 2013 | GIRLS               | Joshua                   | 派翠克·威爾森 | 收費頻道/DVD版本                |
| 2014 | 兒凶2               | Josh Lambert             | 派翠克·威爾森 | 影碟版本                        |
| 2015 | 追債大亂鬥          | Stretch                  | 派翠克·威爾森 | 影碟版本                        |
| 2015 | 甜蜜地獄之家        | Don Champagne            | 派翠克·威爾森 | 影碟版本                        |
| 2016 | 厲陰宅2             | 艾德·華倫                | 派翠克·威爾森 | 影碟版本                        |
| 2005 | 無間道風雲          | 丁南                     | 麥克·華堡     | 影碟版本                        |
| 2009 | 屍中罪              | 蘇西·沙蒙                | 麥克·華堡     | 影碟版本                        |
| 2012 | 黑金速遞            | Chris Farraday           | 麥克·華堡     | 影碟版本                        |
| 2012 | 泰迪熊              | 約翰·班奈特              | 麥克·華堡     | 影碟版本                        |
| 2013 | 驚爆危城            | 比利                     | 麥克·華堡     | 影碟版本                        |
| 2013 | 絕地孤軍            | 馬庫斯·拉特爾            | 麥克·華堡     | 影碟版本                        |
| 2015 | 泰迪熊2             | 約翰·班奈特              | 麥克·華堡     | 影碟版本                        |
| 2003 | 命運交錯            | 蓋文·班克                | 賓·艾佛力     | DVD版本                         |
| 2003 | 絕配殺手            | 賴瑞·基利                | 賓·艾佛力     | DVD版本                         |
| 2003 | 夜魔俠              | 夜魔俠/麥特·墨鐸         | 賓·艾佛力     | 航空公司版本                    |
| 2003 | 記憶裂痕            | 麥可·詹寧斯              | 賓·艾佛力     | DVD版本                         |
| 2004 | 誰來陪我過聖誕      | 德魯·萊瑟姆              | 賓·艾佛力     | DVD版本                         |
| 2008 | 絕對陰謀            | 史蒂芬·柯林斯            | 賓·艾佛力     | DVD版本                         |
| 2009 | 收錯愛情風          | 尼爾·瓊斯                | 賓·艾佛力     | DVD版本                         |
| 2013 | 逆轉王牌            | 伊凡·布拉克              | 賓·艾佛力     | 影碟版本                        |
| 2008 | 証人                | 洪荊                     | 張家輝        | DVD版本                         |
| 2010 | 線人                | 李滄東                   | 張家輝        | DVD版本                         |
| 2013 | 激戰                | 程輝                     | 張家輝        | 影碟版本                        |
| 2013 | 掃毒                | 张子伟                   | 張家輝        | 影碟版本                        |
| 2015 | 赤道                | 李彥明                   | 張家輝        | 影碟版本                        |
| 2019 | 使徒行者2：諜影行動 | 程滔                     | 張家輝        | 影碟版本                        |
| 2007 | 打架                | 商民                     | 薛景求        | DVD版本                         |
| 2013 | 絕密跟蹤            | 黃班長                   | 薛景求        | 影碟版本                        |
| 2015 | 西部戰線            | 南福                     | 薛景求        | 影碟版本                        |
| 1984 | 義薄雲天            | Max                      | 占士·活士     | 影碟版本                        |
| 2003 | 懸河殺機            | Sean Devine              | 奇雲·貝根     | 影碟版本                        |
| 2005 | 頭文字D             | 須藤京一                 | 陳小春        | DVD版本                         |
| 2005 | 如果·愛             | 聶文                     | 張學友        | DVD版本                         |
| 2005 | Criminal Minds      | 德瑞克·摩根              | 謝默·摩爾     | WOWOW頻道/DVD版本               |
| 2005 | 朱古力獎門人        | 巴格特先生               | 諾亞·泰勒     | 公映/影碟版本                   |
| 2007 | 黑幕迷情            | Kirill                   | 雲遜·卡素     | DVD版本                         |
| 2007 | 集結號              | 谷子地                   | 張涵予        | DVD版本                         |
| 2008 | 兵聖                | 伍子胥                   | 趙毅          | 衛星頻道/DVD版本                |
| 2010 | 潛行凶間            | Eames                    | 汤姆·哈迪     | 公映/影碟版本                   |
| 2010 | 新三國              | 孫權                     | 張博          | 富士/銀河頻道/衛星劇場/影碟版本 |
| 2011 | 權力遊戲(全季)      | 喬拉·莫爾蒙              | 伊恩·格雷     | 收費頻道/影碟版本               |
| 2011 | 孔子                | 子貢                     | -             | WOWOW頻道                       |
| 2015 | 西遊記之大聖歸來    | 孫悟空                   | -             | 公映/影碟版本                   |
| 2016 | 美國飛人            | Larry Snyder             | 傑森·蘇戴西斯 | 影碟版本                        |
| 2018 | 盜亦有路            | Kaj Hansson/Lars Nystrom | 伊芬·鶴健     | 影碟版本                        |
| 2022 | 月光騎士            | Arthur Harrow            | 亞瑟·哈羅     |                                 |